# Bravida Arena

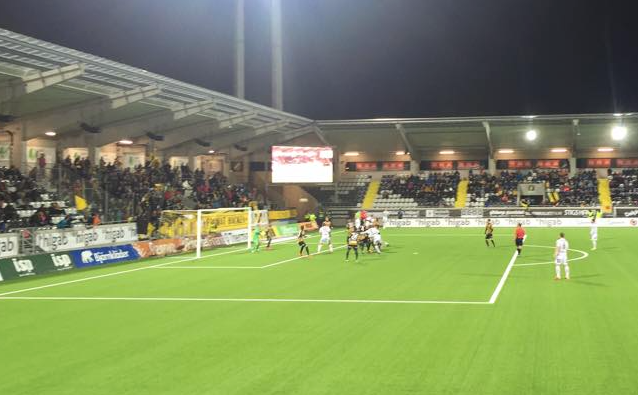
Match i Fotbollsallsvenskan mellan BK Häcken och GIF Sundsvall 19 oktober 2015.

Bravida Arena är en fotbollsarena i stadsdelen Rambergsstaden på Hisingen i Göteborg.
Bravida Arena, som ersatte Rambergsvallen, började byggas i april 2014. Beslut om att uppföra den nya arenan togs av Göteborgs kommunstyrelse och kommunfullmäktige i februari 2014. Arenan, som har plats för 6 316 åskådare (1 962 på ståplats), byggdes enligt Svenska Fotbollförbundets krav för allsvenska arenor. Planen har konstgräs I motsats till Rambergsvallen har denna arena inte friidrottsbanor.
Bravida arena är en så kallad "nyckelfärdig" arena; den är inte designad specifikt för Rambergsstaden, utan är sammansatt av färdiga delar som har transporterats till Hisingen. Arenor med samma utformning finns i de tyska städerna Paderborn och Offenbach. Bravida arena är den enda nyckelfärdiga arenan i Sverige.
Byggherre och fastighetsägare är det kommunala bolaget Higab. Got Event blir hyresgäst och ansvarig för verksamheten.
Bravida arena invigdes med Öppen Arena den 25 juni 2015, och premiärmatchen spelades den 5 juli 2015 mellan BK Häcken och Helsingborgs IF. Häcken vann med 3–2 inför 6 000 åskådare.
Publikrekordet är 6 408 åskådare och sattes mot IFK Norrköping när Häcken tog emot SM-guldet den 6 november 2022.